# Fatboy (Band)
Fatboy ist eine Rockabilly-Band, die 1995 in Stockholm (Schweden) gegründet wurde.

## Geschichte
Fatboy begannen im Jahre 1995 als Hobbyband, deren Mitglieder zusammen die Musik machen wollten, die sie lieben: Rockabilly und Country-Musik. Nachdem sie mehrere Jahre als Begleitband für amerikanische Musiker durch Europa tourten, wuchsen auch die Ambitionen, eine eigene CD aufzunehmen. So veröffentlichte die Band 2004 über das Label Look Left Recordings ihr Debütalbum Steelhearted.
Das im September 2008 beim Label Fat State veröffentlichte Album „In My Bones“ konnte auf Platz 14 in den schwedischen Charts einsteigen; und wurde sogar für den schwedischen Grammy als „Best Group Of The Year“ nominiert. Darauf folgte im Jahr 2010 über Family Tree „Overdrive“. Das mittlerweile dritte Album wurde in den Studios von Mando Diao aufgenommen und konnte in den Charts auf Platz 10 einsteigen.
Im September 2012 erschien beim Label Razzia Records das Album Love Creole.

## Stil
Fatboy spielen einen „relaxten Mix aus swingendem Rockabilly, Rock ’n’ Roll und feinem Country“. Neben zahlreichen Slidegitarren spielen sie Musik mit sehr vielen bluesigen Untertönen. Auf ihrem Album Overdrive experimentieren sie außerdem mit Jazz und Balkan-Beats sowie leichten Mariachi-Einflüssen, ohne jedoch der Liebe zum Rockabilly, Rock und Country Abbruch zu tun.

## Diskografie

### Alben
- 2004: Steelhearted
- 2008: In My Bones
- 2010: Overdrive
- 2012: Love Creole
- 2016: Songs Our Mothers Taight Us
- 2016: Moments
- 2019: Diggin’ The Scene

### EPs & Singles
- 2004: Babas Bilar
- 2004: This Tear Will Never Leave My Eye
- 2008: Way Down Low / My Elusive Dreams / Reborn
- 2008: What Would Elvis Do?
- 2009: The Way We Where feat. Sarah Dawn Finner
- 2010: Bad News From Pretty Red Lips
- 2012: Walk Your Way / I Don't Wanna Get There
- 2013: FF
- 2016: Moment That Counts / Drive By
- 2018: Mercy Mercy / Bad News
- 2019: Aila
- 2019: Muddy The Water / Solo When We Go

### Videos
- 1998: Tolvskillingsoperan på Pistolteatern
- 2005: Komplett Galen
- 2006: Babas Bilar
- 2007: Love Story
- 2008: Allt Flyter